# Jardim do Arco do Cego

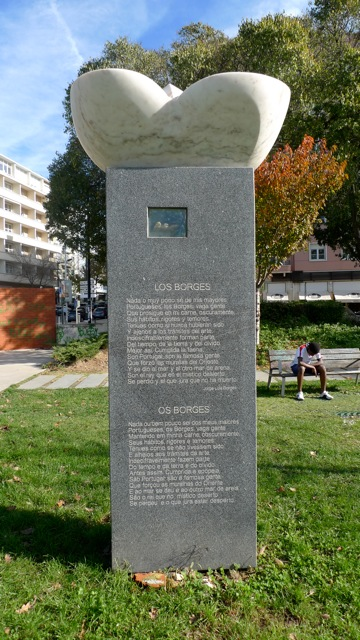
Escultura en homenaje al poeta argentino Jorge Luís Borges, asignada por Avelino Baleia.

El Jardim do Arco do Cego es un parque situado entre las avenidas João Crisóstomo y Duque de Loulé, en el barrio lisboeta de Arco do Cego. Construido en el lugar donde anteriormente había habido un importante terminal de autobuses de la ciudad, este descampado verde fue inaugurado en 2005 y pertenece a la Junta de Freguesia de Nuestra Señora de Fátima.

## Descripción
Al lado de la gran extensión de césped, la estructura de la antigua estación de autobuses es actualmente un aparcamiento. En el lado nordeste del jardín se encuentra una escultura en homenaje al poeta argentino Jorge Luis Borges, frente a la Embajada de Argentina. En la base de la pieza, llevada a cabo por el escultor Federico Brook (Buenos Aires, 1933), gran amigo de Borges, se puede leer el poema Los Borges. En el monumento está incorporado el molde en bronce de la mano de Borges que Brook realizó en su taller y que hace de esta obra una pieza única.
A pocos metros de la escultura se encuentra un ceibo, árbol nacional de Argentina donado por la embajada para celebrar el bicentenario de la independencia de Argentina y la amistad entre los dos países.
En diciembre de 2008 se inauguró una escultura de grandes dimensiones (8 m x 12 m), en homenaje a Aristides de Sousa Mendes, realizada por Manuel Carmo, con la presencia del Presidente de la República, Cavaco Silva.

## Galería

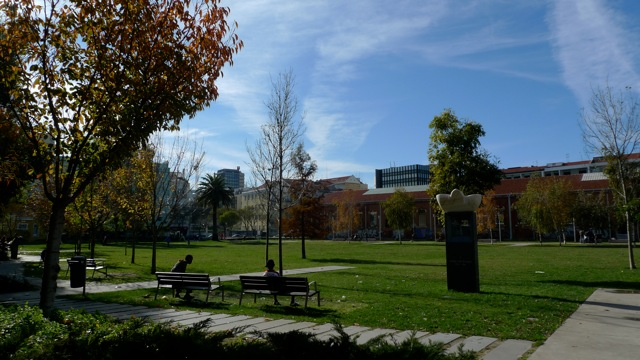
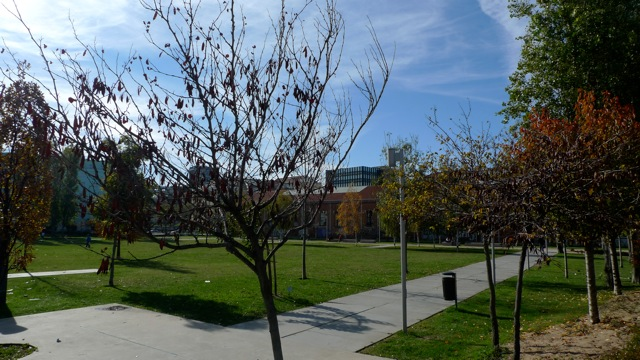
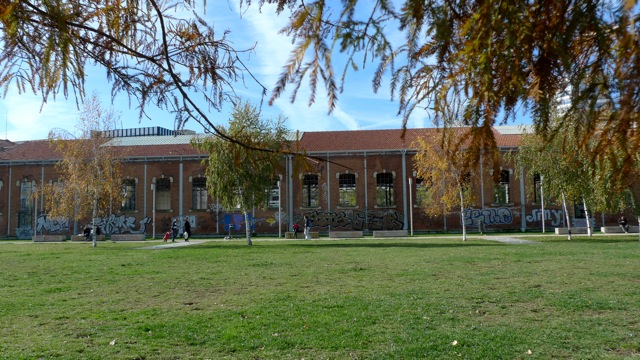